# Xiphidiopsis gemmicula
Xiphidiopsis gemmicula är en insektsart som beskrevs av Morgan Hebard 1922. Xiphidiopsis gemmicula ingår i släktet Xiphidiopsis och familjen vårtbitare. Inga underarter finns listade i Catalogue of Life.